# مایکل بورگس

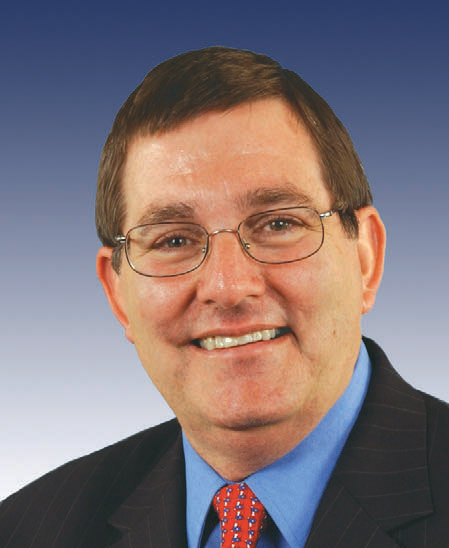
نگارهٔ مایکل بورگس، سیاست‌مدار آمریکایی - ۲۰۰۷

مایکل بورگس (به انگلیسی: Michael Burgess) نمایندهٔ حوزه انتخابیه تگزاس از حزب جمهوری‌خواه ایالات متحده آمریکا در مجلس نمایندگان ایالات متحده آمریکا است که برای نخستین‌بار در ۸ ژانویه ۲۰۰۳ میلادی به‌عضویت این مجلس درآمد.